# Mercury (motorfiets)

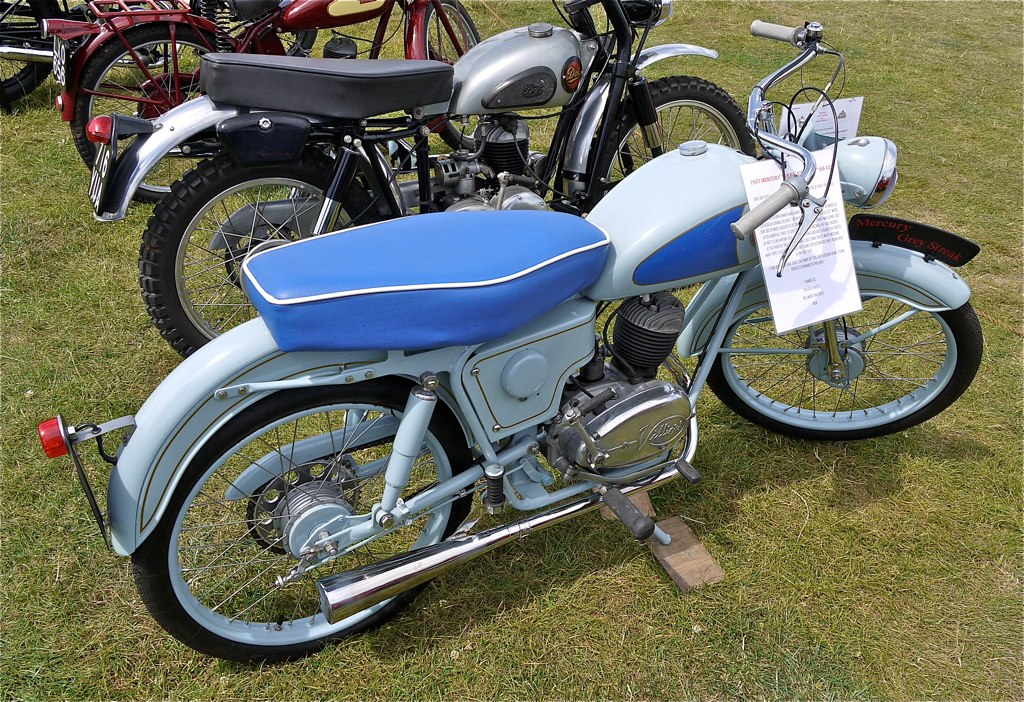
Mercury 98 cc Grey Streak

Mercury is een historisch merk van motorfietsen en scooters.
De bedrijfsnaam was Mercury Industries (Birmingham) Ltd., later Mercury Works, Dudley.
Mercury was een Engels merk dat van 1956 tot 1958 lichte motorfietsjes met 98 cc Villiers-blok bouwde. Daarnaast produceerde Mercury de Dolphin-, Hermes- en Whippet-scooters.

## Fietsen
Het merk was in 1947 opgericht in Birmingham, waar fietsen in grote aantallen werden gemaakt. Het verhuisde echter al snel naar Dock Lane in Dudley (Wolverhampton), om aan de grote exportvraag te kunnen voldoen.

## Motorfietsen en scooters
In 1956 werden twee zeer lichte scooters gepresenteerd, de eenpersoons 49 cc "Hermes" met een tweetaktmotor en de tweepersoons 50 cc "Mercette" met een kopklepmotor. Tijdens de "Motor Cycle Show" in hetzelfde jaar volgde ook een lichte motorfiets, de 98 cc "Grey Streak" met een Villiers tweetaktmotor. Die werd al in 1956 vervangen door de "Dolphin", die ook een Villiers motor had, maar nu was uitgevoerd met geforceerde luchtkoeling, twee versnellingen en een kickstarter. Er kwam ook nog een 60 cc scooter op de markt, de "Whippet 60" met een Dunkley motortje.
In 1958 opende men een tweede fabriek in Pool Street (Wolverhampton). Toen werd ook de "Pippin" scooter met een 98 cc Villiers motor en twee versnellingen geïntroduceerd. Men verwachtte een productie van 15.000 stuks per jaar te halen, waarvan de helft naar de Verenigde Staten zou worden geëxporteerd, maar al snel kwam het bedrijf in financiële moeilijkheden en het ging in maart 1958 failliet, nadat de productie al op 1 maart was gestopt.